# Henryk Kossowski (1855–1921)
Henryk Kossowski (ur. 1855 w Krakowie, zm. 1921) – polski rzeźbiarz.

## Życiorys
Był synem profesora krakowskiej Szkoły Sztuk Pięknych Henryka Kossowskiego, który był jego pierwszym nauczycielem rzeźby, sztuki uczył się również od Marcelego Guyskiego. Po ukończeniu studiów w Szkole Sztuk Pięknych wyjechał kontynuować naukę w Paryżu, do jego nauczycieli należał m.in. Mathurin Moreau. Przebywając w stolicy Francji brał udział w organizowanych tam wystawach polskich twórców, wystawiał również w Wiedniu, Warszawie, Krakowie i we Lwowie. Popularność u współczesnych mu przyniosły tworzone w brązie, patynowanym gipsie i terakocie rzeźby o charakterze rodzajowym i portrety.